# Kirkliauskas
Kirkliauskas ist ein litauischer männlicher Familienname.

## Weibliche Formen
- Kirkliauskaitė (ledig)
- Kirkliauskienė (verheiratet)

## Namensträger
- Alvydas Kirkliauskas (* 1954), Politiker und Strongman
- Vytautas Kirkliauskas  (1949–2008), Politiker, Bürgermeister von Alytus